# Afganistan na Mistrzostwach Świata w Lekkoatletyce 2009
Afganistan na Mistrzostwach Świata w Lekkoatletyce 2009 – reprezentacja Afganistanu podczas czempionatu w Berlinie liczyła 2 członków. Oboje zawodników z tego kraju odpadło w eliminacjach swoich konkurencji.

## Występy reprezentantów Afganistanu

### Mężczyźni
| Konkurencja   | Zawodnik      | Eliminacje | Eliminacje | Ćwierćfinał   | Ćwierćfinał   | Półfinał      | Półfinał      | Finał         | Finał         |
| Konkurencja   | Zawodnik      | Wynik      | Poz.       | Wynik         | Poz.          | Wynik         | Poz.          | Wynik         | Poz.          |
| ------------- | ------------- | ---------- | ---------- | ------------- | ------------- | ------------- | ------------- | ------------- | ------------- |
| Bieg na 100 m | Massoud Azizi | 11,79      | 88.        | Nie awansował | Nie awansował | Nie awansował | Nie awansował | Nie awansował | Nie awansował |

### Kobiety
| Konkurencja   | Zawodniczka     | Eliminacje | Eliminacje | Ćwierćfinał    | Ćwierćfinał    | Półfinał       | Półfinał       | Finał          | Finał          |
| Konkurencja   | Zawodniczka     | Wynik      | Poz.       | Wynik          | Poz.           | Wynik          | Poz.           | Wynik          | Poz.           |
| ------------- | --------------- | ---------- | ---------- | -------------- | -------------- | -------------- | -------------- | -------------- | -------------- |
| Bieg na 100 m | Robina Muqimyar | 14,24      | 60.        | Nie awansowała | Nie awansowała | Nie awansowała | Nie awansowała | Nie awansowała | Nie awansowała |